# 京都文教短期大学
京都文教短期大学（日语：／ Kyōto Bunkyō Tankidaigaku *），简称文短，是一所位于日本京都府宇治市的私立短期大学。

## 概要

### 简介
- 学校最早可以追溯到1904年[2]。短期大学为于1960年开办[2]、由学校法人京都文教学园经营、由于教育的基础是佛教[2]。招収只女学生从开办。

### 历史
- 1960年 家政学园短期大学成立并同时设置一个学科即家政科[2]。
- 1961年 改校名为京都家政短期大学[2]。
- 1962年 服饰设计科[注 10]成立。
- 1966年 幼儿教育科成立。
- 1969年 三个学科改名为、以下列举。
  - 家政科改名为家政学科。
  - 服饰设计科[注 10]改名为服饰设计学科[注 5]。
  - 幼儿教育科改名为幼儿教育学科。
- 1970年 服饰设计学科[注 6]分离为两个专攻、以下列举[注 5]
  - 服飾专攻[注 6]
  - 设计专攻[注 6]
- 1971年 幼儿教育科改编为儿童教育学科、分离为两个专攻以下列举。
  - 初等教育专攻[注 9]
  - 幼儿教育专攻[注 9]
- 1974年 家政学科分离为两个专攻、以下列举[注 5]
  - 生活科学专攻[注 3]
  - 食物营养专攻[注 4]
- 1980年 改校名为京都文教短期大学[2]。
- 1992年 生活文化专攻[注 3]成立于家政学科。

### 宪章
- 请参看京都文教短期大学的标志 （页面存档备份，存于） （日語） 2014年2月15日阅览。

## 学校环境
- 校区：在京都府宇治市

## 历任校长
- 三枝树正道：第一代短期大学校长[2]。
- 安本义正：现在短期大学校长[3]

## 组织

### 学科
- 生活设计学科[注 1]
- 食物营养学科
- 幼儿教育学科

### 前学科
- 家政学科[注 2]
  - 生活科学专攻[注 3]
  - 生活文化专攻[注 3]
  - 食物营养专攻[注 4]
- 服饰设计学科[注 5][注 6]
  - 服飾专攻[注 6]
  - 设计专攻[注 7][注 6]
- 儿童教育学科[注 8]
  - 初等教育专攻[注 9]
  - 幼儿教育专攻[注 9]

### 专科
| - 家政学专攻 - 儿童教育专攻 |

### 业余课程
| - 没有 |

### 附属学校
| - 幼儿园 - 小学校 |

### 附属机关
| - 图书馆 |

## 相关链接
- 日本短期大学列表